# Lasioglossum kasparyani
Lasioglossum kasparyani är en biart som beskrevs av Pesenko 1986. Lasioglossum kasparyani ingår i släktet smalbin, och familjen vägbin. Inga underarter finns listade i Catalogue of Life.